# William E. Miller
William Edward Miller (ur. 22 marca 1914 w Lockport w stanie Nowy Jork, zm. 24 czerwca 1983 w Buffalo) – amerykański polityk, republikanin.

## Życiorys
Miller ukończył studia na uniwersytecie Notre Dame i w Albany Law School. W czasie II wojny światowej służył w armii, a niedługo po jej zakończeniu pracował w zespole prokuratorów podczas procesu norymberskiego.
Miller został po powrocie do Stanów (1948) mianowany przez ówczesnego gubernatora Nowego Jorku Thomasa E. Deweya prokuratorem okręgu Niagara.
W latach 1951–1965 był członkiem Izby Reprezentantów. W roku 1964 nie ubiegał się jednak o kolejną dwuletnią kadencję kongresmena, gdyż mianowano go kandydatem republikanów na urząd wiceprezydenta USA u boku senatora z Arizony Barry’ego Goldwatera. Jednakże obaj przegrali wysoką różnicą głosów w kandydatami demokratów Lyndonem B. Johnsonem i Hubertem Humphreyem. Miller ponadto pełnił w latach 1961–1964 funkcję przewodniczącego partii.
Jego córka Stephanie Miller jest obecnie znaną lewicową dziennikarką radiową.